# Elaphidion wappesi
Elaphidion wappesi är en skalbaggsart som beskrevs av Steven W. Lingafelter 2008. Elaphidion wappesi ingår i släktet Elaphidion och familjen långhorningar. Inga underarter finns listade i Catalogue of Life.